# Janez Steringer
Janez Steringer, ljubljanski župan v 17. stoletju. 
Steringer naj bi bil trgovec z železom. 1653 je bil poplemeniten z vzdevkom pl. Rerinberg. Župan Ljubljane je bil v letih 1657, 1658, 1659, 1660, 1661, 1662, 1666, 1667, 1668 in 1669.